# Jalacingo, Veracruz
Jalacingo är en kommunhuvudort i Mexiko.   Den ligger i kommunen Jalacingo och delstaten Veracruz, i den sydöstra delen av landet, 190 km öster om huvudstaden Mexico City. Jalacingo ligger 1 889 meter över havet och antalet invånare är 10 216.
Terrängen runt Jalacingo är huvudsakligen kuperad, men åt nordost är den bergig. Runt Jalacingo är det ganska tätbefolkat, med 149 invånare per kvadratkilometer. Närmaste större samhälle är Teziutlan, 5,6 km väster om Jalacingo. I omgivningarna runt Jalacingo växer huvudsakligen savannskog.